# Gábor Szalai
Gábor Szalai (Kecskemét, 9 giugno 2000) è un calciatore ungherese, difensore del Ferencváros.

## Carriera

### Club
Szalai è cresciuto nella squadra della sua città natale, il Kecskemét, facendo parte delle giovanili dal 2010 al 2017. Dopo due anni trascorsi in un college in Inghilterra, nel 2019 ha fatto ritorno al club che lo ha promosso in prima squadra in vista della stagione 2019-2020.
Dopo una prima annata da comprimario, nelle due successive stagioni si è rivelato un punto fermo in difesa nella squadra che ha conquistato due promozioni consecutive, realizzando anche 10 reti nella stagione 2021-2022, nonostante il ruolo di difensore centrale. Il 30 luglio 2022 ha debuttato in Nemzeti Bajnokság I scendendo in campo dal primo minuto contro il Vasas. Il 18 dicembre 2022 ha rinnovato il proprio contratto con il club ungherese.

### Nazionale
Il 23 maggio 2023 ha ricevuto la prima convocazione da parte della nazionale ungherese per gli incontri di qualificazione al campionato europeo di calcio 2024 contro Montenegro e Lituania. Tuttavia l'esordio arriva soltanto 2 anni dopo, il 6 giugno 2025, nella gara persa 0-2 contro la Svezia in cui subentra a Marton Dardai.

## Statistiche

### Presenze e reti nei club
Statistiche aggiornate al 23 giugno 2023.
| Stagione        | Squadra         | Campionato      | Campionato | Campionato | Coppe nazionali | Coppe nazionali | Coppe nazionali | Coppe continentali | Coppe continentali | Coppe continentali | Altre coppe | Altre coppe | Altre coppe | Totale | Totale |
| Stagione        | Squadra         | Comp            | Pres       | Reti       | Comp            | Pres            | Reti            | Comp               | Pres               | Reti               | Comp        | Pres        | Reti        | Pres   | Reti   |
| --------------- | --------------- | --------------- | ---------- | ---------- | --------------- | --------------- | --------------- | ------------------ | ------------------ | ------------------ | ----------- | ----------- | ----------- | ------ | ------ |
| 2019-2020       | Kecskemét       | NB3             | 11         | 0          | CU              | 2               | 1               |                    | -                  | -                  |             | -           | -           | 13     | 1      |
| 2020-2021       | Kecskemét       | NB3             | 29         | 4          | CU              | 2               | 0               |                    | -                  | -                  |             | -           | -           | 31     | 4      |
| 2021-2022       | Kecskemét       | NB2             | 30         | 10         | CU              | 3               | 0               |                    | -                  | -                  |             | -           | -           | 33     | 10     |
| 2022-2023       | Kecskemét       | NB1             | 29         | 3          | CU              | 1               | 0               |                    | -                  | -                  |             | -           | -           | 30     | 3      |
| Totale carriera | Totale carriera | Totale carriera | 99         | 17         |                 | 8               | 1               |                    | -                  | -                  |             | -           | -           | 107    | 18     |

### Cronologia presenze e reti in nazionale
| Cronologia completa delle presenze e delle reti in nazionale ― Ungheria | Cronologia completa delle presenze e delle reti in nazionale ― Ungheria | Cronologia completa delle presenze e delle reti in nazionale ― Ungheria | Cronologia completa delle presenze e delle reti in nazionale ― Ungheria | Cronologia completa delle presenze e delle reti in nazionale ― Ungheria | Cronologia completa delle presenze e delle reti in nazionale ― Ungheria | Cronologia completa delle presenze e delle reti in nazionale ― Ungheria | Cronologia completa delle presenze e delle reti in nazionale ― Ungheria |
| Data                                                                    | Città                                                                   | In casa                                                                 | Risultato                                                               | Ospiti                                                                  | Competizione                                                            | Reti                                                                    | Note                                                                    |
| ----------------------------------------------------------------------- | ----------------------------------------------------------------------- | ----------------------------------------------------------------------- | ----------------------------------------------------------------------- | ----------------------------------------------------------------------- | ----------------------------------------------------------------------- | ----------------------------------------------------------------------- | ----------------------------------------------------------------------- |
| 6-6-2025                                                                | Budapest                                                                | Ungheria                                                                | 0 – 2                                                                   | Svezia                                                                  | Amichevole                                                              | -                                                                       | 78’                                                                     |
| Totale                                                                  |                                                                         | Presenze                                                                | 1                                                                       |                                                                         | Reti                                                                    | 0                                                                       |                                                                         |

## Palmarès
- Campionato ungherese: 1

Ferencvaros: 2024-2025